# Lands of Lore: The Throne of Chaos
Lands of Lore: The Throne of Chaos – komputerowa gra fabularna wydana w 1993 przez Virgin Interactive.

## Rozgrywka
Gracz wybiera spośród czterech przygotowanych wcześniej postaci, nie mając żadnego wpływu na ich współczynniki.
- Ak’shel – obeznany w arkanach magii czarodziej.
- Michael – potężny wojownik.
- Kieran – mistrz uników i złodziejstwa.
- Conrad – łączy w sobie wszystkie powyższe cechy, przez co jest najbardziej uniwersalny.

Początkowo bohater będzie podróżował samotnie, ale z czasem będzie zdobywał kolejnych towarzyszy. Podobnie jak w innych grach fabularnych tego typu, prowadzone przez gracza postacie nabierają doświadczenia, zbierają przedmioty i wykorzystują je w dalszych zmaganiach. Akcja ukazywana jest z perspektywy pierwszej osoby, wykorzystując system poruszania się, który pojawił się m.in. w Dungeon Master czy serii Eye of the Beholder i Wizardry.